# 上海知识产权法院
上海知识产权法院（英語：Shanghai Intellectual Property Court），是上海市的一家知识产权专门人民法院，挂牌成立于2014年12月28日。与上海市第三中级人民法院、上海铁路运输中级法院三块牌子一套机构；与上海市第三中级人民法院在上海市浦东新区张江高科技园区张衡路988号合署办公。

## 沿革
2014年8月31日，第十二届全国人大常委会第十次会议表决通过《全国人民代表大会常务委员会关于在北京、上海、广州设立知识产权法院的决定》。2014年10月31日，最高人民法院公布《最高人民法院关于北京、上海、广州知识产权法院案件管辖的规定》（法释〔2014〕12号），自2014年11月3日起实施，其中明确了将成立的这三家知识产权法院的案件管辖。
2014年12月25日，上海市第十四届人大常委会第十七次会议审议并表决通过多条人事任免案，决定任命吴偕林为上海市第三中级人民法院院长、上海知识产权法院院长、上海铁路运输中级法院院长，免去其上海市高级人民法院副院长、审判委员会委员、审判员职务。
2014年12月28日，上海市第三中级人民法院、上海知识产权法院在上海市浦东新区张衡路988号挂牌成立。上海市第三中级人民法院依托上海铁路运输中级法院设立，同时组建上海知识产权法院，与上海市第三中级人民法院合署办公，实行“三块牌子一个机构”。和上海市第三中级人民法院、上海知识产权法院同日成立的还有上海市人民检察院第三分院。自2015年1月1日起，上海市第三中级人民法院、上海知识产权法院正式受理案件。

## 管辖
上海知识产权法院集中管辖原来由上海市各中级人民法院管辖的知识产权民事和行政案件，以审理知识产权民事案件为主，兼顾知识产权行政案件。该法院既是一审法院又是二审法院，既是初审法院又是上诉法院。
根据《最高人民法院关于北京、上海、广州知识产权法院案件管辖的规定》，上海知识产权法院的管辖范围如下：
第一条 知识产权法院管辖所在市辖区内的下列第一审案件：
（一）专利、植物新品种、集成电路布图设计、技术秘密、计算机软件民事和行政案件；
（二）对国务院部门或者县级以上地方人民政府所作的涉及著作权、商标、不正当竞争等行政行为提起诉讼的行政案件；
（三）涉及驰名商标认定的民事案件。
第三条  北京市、上海市各中级人民法院和广州市中级人民法院不再受理知识产权民事和行政案件。
广东省其他中级人民法院不再受理本规定第一条第（一）项和第（三）项规定的案件。
北京市、上海市、广东省各基层人民法院不再受理本规定第一条第（一）项和第（三）项规定的案件。
第四条 案件标的既包含本规定第一条第（一）项和第（三）项规定的内容，又包含其他内容的，按本规定第一条和第二条的规定确定管辖。
第六条 当事人对知识产权法院所在市的基层人民法院作出的第一审著作权、商标、技术合同、不正当竞争等知识产权民事和行政判决、裁定提起的上诉案件，由知识产权法院审理。
第七条 当事人对知识产权法院作出的第一审判决、裁定提起的上诉案件和依法申请上一级法院复议的案件，由知识产权法院所在地的高级人民法院知识产权审判庭审理。

第八条 知识产权法院所在省（直辖市）的基层人民法院在知识产权法院成立前已经受理但尚未审结的本规定第一条第（一）项和第（三）项规定的案件，由该基层人民法院继续审理。

## 历任院长
1. 吴偕林（2014年12月25日－，同时担任上海市第三中级人民法院院长、上海知识产权法院院长、上海铁路运输中级法院院长）

## 知名案例
2017年7月，瑞基特·戈尔曼（海外）有限公司就张细飞等商标侵权行为向上海知识产权法院提起诉讼，称张细飞以个人名义在相关商品类别上申请注册“滴露宝贝”“DETTOL BABY”商标，后在上述商标未获准注册情况下，仍以商标注册申请通知书为依据，委托金龙公司加工生产侵权产品，并亲自设计产品外包装，包括洗护产品、湿巾纸、餐具、时尚牙刷架等。上海知识产权法院作出判决，被告张细飞等侵犯了原告涉案商标“滴露”和“DETTOL”的专用权，判决被告停止侵权并支付赔偿金。
2018年12月14日，上海知识产权法院就上诉人光明乳业股份有限公司与被上诉人美食达人股份有限公司侵害“85度C”商标权纠纷案作出二审判决，驳回美食达人公司一审全部诉讼请求。